# Pierre Arsenault
Pour les articles homonymes, voir Arsenault.
Cet article possède un paronyme, voir Pierre-Paul Arsenault.
Pierre Jean Arsenault (né le 12 octobre 1963 à Roberval, Québec, Canada) est un instructeur de baseball avec les Capitales de Québec. Il fut responsable de l'enclos de relève des Marlins de la Floride de la Ligue majeure de baseball de 2003 à 2010.

## Carrière

### Joueur
Arsenault est d'abord joueur de baseball. Il évolue à la position de receveur pour les Cardinals de Ville Lasalle dans la Ligue junior de Montréal. Il signe un contrat professionnel avec les White Sox de Chicago de la MLB en 1985 et joue brièvement en ligues mineures.

### Instructeur
Arsenault se joint aux Expos de Montréal en 1987, où il aide les joueurs à la pratique au bâton. À partir de 1988, il est receveur pour les lanceurs de l'enclos de relève. Il quitte le club en 1990 et est engagé à nouveau en novembre 1991 comme coordinateur de l'enclos de relève.
Le 28 septembre 2002, il est nommé instructeur des releveurs chez les Marlins de la Floride, puis devient le premier Québécois membre d'une équipe championne de la Série mondiale, à la suite de la conquête du titre par les Marlins en 2003. Il demeure en poste 8 saisons, jusqu'en 2010. Arsenault portait le numéro d'uniforme 67 avec l'équipe de la Floride. De 2010 à 2020, il agit comme dépisteur pour cette même équipe, puis redevient entraîneur en 2021 lorsqu'il acepte le poste d'entraîneur-adjoint avec les Capitales de Québec, dans la Ligue Frontier.

### Médias
Pierre Arsenault est analyste à la radio pour les matchs des Expos de Montréal en 1990 et 1991 ainsi qu'à la télévision pour le Réseau des sports.

## Vie personnelle
Titulaire d'un baccalauréat en sociologie de l'Université Concordia, à Montréal, Pierre Arsenault a épousé Toni LaRocca le 12 novembre 1994. Le couple a deux fils, Nicolas (né le 21 juin 1999) et Lucas (né le 7 janvier 2007).